# Cratere Neujmin
Neujmin è un cratere lunare di 97,03 km situato nella parte sud-occidentale della faccia nascosta della Luna.